# 三浦碧水

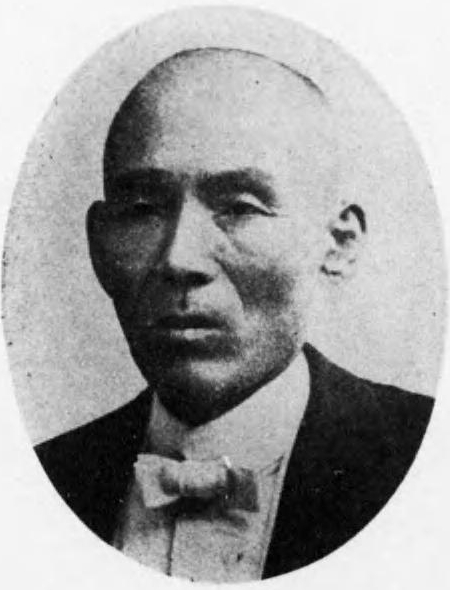
三浦碧水

三浦 碧水（みうら へきすい、1842年1月10日〈天保12年11月29日〉 - 1915年〈大正4年〉2月27日）は、明治から大正初期の実業家、政治家。衆議院議員、愛知県渥美郡豊橋町長。幼名・陽次郎、字・温夫。

## 経歴
三河国渥美郡吉田八町（豊橋八町、愛知県渥美郡豊橋八町、豊橋町を経て現豊橋市八町通）で、三河吉田藩札元・三浦深右衛門の二男として生まれた。藩儒・大田晴軒、山本忠佐（謙斎）に師事し、藩校時習館で学んだ。その後、江戸で幕臣高畠眉山・三浦新十郎らから西洋流兵学、同砲術を学んで帰郷。1868年（慶応4年）藩の歩兵指揮役・軍事局調役に就任した。1868年（明治元年11月）民政局大録事となり、1870年（明治3年11月）豊橋藩少属・租税兼土木勧業貧院開墾掛に就任。1872年（明治5年1月）額田県14等出仕租税掛に任じられたが辞職した。
1872年に穂積清軒が設けた好問社に協力し、また、八名郡萩平村（現:豊橋市石巻萩平町）に鈴木平五郎と西郷学校を設け教師（無給）を務めた。1893年（明治26年）杉田権次郎らの有志と私立補修学校時習館を設立し校主に就任した。1877年（明治10年）。その他、豊橋病院、豊橋育児院の経営にも尽力した。
1877年（明治10年）中村道太らが設立した第八国立銀行の経営に係わり、1879年（明治12年）第2代頭取に就任。その他、豊橋商業会議所副会頭、同会頭、豊橋米麦取引所理事、同理事長、豊橋電気社長、豊橋製糸社長、豊橋土地建物社長、三遠銀行取締役などを務めた。
政界では、1878年（明治11年）渥美郡書記に就任。1889年（明治22年）初代豊橋町長となり1892年（明治25年）まで在任し、1895年（明治28年）同町長に再任された。1892年、愛知県会議員に選出され1898年（明治31年）まで3期6年在任した。その他、渥美郡連合村会議長も務めた。
1892年2月、第2回衆議院議員総選挙（愛知県第11区、無所属）では次点で落選。1894年（明治27年）3月の第3回総選挙（愛知県第11区、立憲改進党）で、村松愛蔵に1票差で当選し、議員集会所に所属して衆議院議員に1期在任した。